# Ниса (автомобил)
Вижте пояснителната страница за други значения на Ниса.
Ниса (на полски: Nysa) е марка полски микробуси, представени за първи път през 1957 и произвеждани от 1958 до 1994 година. Първият модел е Nysa N50, следват по-модерните Nysa 521 и Nysa 522. В България най-често се срещат последните, модели които са използвани от различни търговски организации до 1989 г. и все още се срещат по родните пътища.